# História de Portugal de José Mattoso
A História de Portugal, dirigida por José Mattoso, é uma das obras mais marcantes da historiografia portuguesa contemporânea.
Com os seus oito volumes, foi publicada pela primeira vez pelo Círculo de Leitores, entre 1992 e 1994. Entre 1997 e 2001, a obra contou com uma nova edição da responsabilidade da Editorial Estampa.
A direção geral da obra coube a José Mattoso que contou com a colaboração de uma vasta equipa de especialistas, da qual fizeram parte Luís Reis Torgal, João Lourenço Roque, José Medeiros Ferreira, António Manuel Hespanha, Rui Ramos, Fernando Rosas, Joaquim Romero Magalhães, António Rosa Mendes, Carlos Fabião, Fernando Catroga, Francisco Bethencourt, Maria Fernanda Rollo, Raquel Soeiro de Brito, Rui Bebiano, entre outros. Esta equipa de investigadores trabalhou durante cinco anos, visando "publicar uma obra em que não se verificassem os hiatos temporais e as insuficiências de investigação observadas em tentativas anteriores de sintetizar a história portuguesa".
Apresentada como sendo “uma fonte permanente de consulta”, mas também “uma obra que se lê com prazer e proveito mesmo que a história não ocupe o centro dos nossos interesses”, a História de Portugal de Mattoso conta "com informação bibliográfica abundante, hierarquizando as matérias de acordo com uma lógica em que a estrutura se sobrepõe à conjuntura. As grandes mutações que alteraram a fisionomia de cada época são apresentadas sucintamente, destacando a relação fenomenológica entre política, economia, mentalidade, cultura e sociedade, recorrendo para o efeito a uma linguagem clara e a um estilo de agradável leitura".

## Plano da obra
- 1.º volume – Antes de Portugal (Proto-história - 1096)
- 2.º volume – Monarquia Feudal (1096-1480)
- 3.º volume – No Alvorecer da Modernidade (1480-1620)
- 4.º volume – Antigo Regime (1620-1807)
- 5.º volume – O Liberalismo (1807-1890)
- 6.º volume – A Segunda Fundação (1890-1926)
- 7.º volume – O Estado Novo (1926-1974)
- 8.º volume – Portugal em Transe (1974-1985)[2]